# メロ3!
『メロ3!』（メロメロメロ）は、野々原ちきによる日本の4コマ漫画作品。『まんがタイムきらら』（芳文社）誌上で連載されていた。

## 概要
高校に入学して出会った3人の女の子。そんな彼女達の想い人は偶然にも同じ人で...
同じ人を好きになったのになぜか仲良しな3人と、そんなことには全く気付いていない隠れオタクな少年を描いた4コマ漫画作品。
話の随所に作者の前作「姉妹の方程式」のキャラクターが登場する。
『まんがタイムきらら』（芳文社）誌上で2008年3月号から2010年8月号まで連載された。初出は『まんがタイムきららMAX』（芳文社）2008年2月号。単行本は全2巻。

## 登場人物
福田本田
通称「ポン太」。
高校に入学を期にオタクであることを隠して学園生活を送ろうとする「隠れオタク」。無論、周囲にはすっかりバレているが、本人は隠せていると思っている。
オタク的な妄想を行うことが多く彼女を作ることを夢見、実際には3人の女の子から想いを寄せられているにもかかわらず、全く気付いていない。
唯一の取り柄は足が早いこと。
高砂スズメ
ポン太に想いを寄せる女の子。
非常におっとりとしていて、目は糸目。スタイルもいい。
非常にお嬢様で、金銭感覚が大きく周囲とずれている。
木ノ子のことを「きのっぴ」と呼ぶ。
メイドの中野がいつも側についている。
足が遅いことが悩みであり、俊足のポン太に憧れて好きになった。
小鶴木ノ子
中学時代からのポン太のクラスメイトであり、彼の過去を知る人物。
中学時代いじめられっ子だった彼を守っているうちに好きになってしまったのだが、いわゆるツンデレであり、その事をずっと言いだせずにいたどころか、きつく当たってしまっていた。
優等生であり、成績は学年トップ。中学時代は委員長であった。
作中一番の常識人でもある。
松島ころな
いわゆる今どきの女子高生。
明るく元気な性格で、男女を問わず人気がある。
ブログが趣味であり、頻繁に携帯でブログを更新している。
かつて飼っていた愛犬のコロスケ（雑種）にそっくりであるという理由でポン太を好きになった。
真都
ポン太そっくりの男の子に見え、一人称も「俺」だが、ポン太の妹で、れっきとした女の子。
中学一年生でリアリスト。
ややきつい目をしており、もの言いも厳しいが、実際は優しくて兄想いの妹。

## 単行本
芳文社より「まんがタイムKRコミックス」として刊行されている。
1. （2009年7月12日発行） ISBN 978-4-8322-7819-6
2. （2010年9月10日発行） ISBN 978-4-8322-7938-4